# Saux-et-Pomarède
Saux-et-Pomarède település Franciaországban, Haute-Garonne megyében. Lakosainak száma 241 fő (2022. január 1.). Saux-et-Pomarède Bordes-de-Rivière, Larcan, Latoue, Lieoux, Saint-Gaudens, Saint-Ignan, Villeneuve-de-Rivière és Le Cuing községekkel határos.

## Népesség
A település népessége az elmúlt években az alábbi módon változott:
| Lakosok száma | 102  | 194  | 251  | 259  | 274  | 278  | 272  | 252  | 249  | 241  |
|               | 1968 | 1982 | 1990 | 2006 | 2013 | 2015 | 2017 | 2019 | 2020 | 2022 |